# The Enchanted Drawing
The Enchanted Drawing – amerykański krótkometrażowy film z 1900 roku w reżyserii J. Stuarta Blacktona.

## Fabuła
Na dużej płachcie papieru położonej na sztaludze pewien jegomość rysuje wielką głowę znudzonego dżentelmena z muszką pod brodą, a zaraz potem ponad tą głową rysuje on butelkę z trunkiem i kieliszek, które po chwili w cudowny sposób zdejmuje z obrazka powodując tym przy okazji zmianę wyrazu twarzy niniejszej głowy na pełne zdumienia spojrzenie. Następnie nalewa trunku do kieliszka, pije go, a zaraz potem częstuje "z gwinta" tym napitkiem narysowaną wcześniej głowę, ta zaś, najwyraźniej rada z tego gestu, ponownie zmienia wyraz twarzy na promieniujący uśmiechem. Głowie, z tak zmienionym wyrazem twarzy, ów jegomość dorysowuje cylinder, który po chwili zdejmuje i sam zakłada na swoją głowę, po czym wyjmuje z uśmiechniętej buzi cygaro, czym zmienia po raz kolejny wyraz jej twarzy, tym razem na piorunujący gniewem. Następnie "odstawia" na powrót na obrazek butelkę z trunkiem i kieliszek, a oddane narysowanej głowie cygaro powoduje zmianę wyrazu jej twarzy na pełne szalonego zadowolenia, zaś oddany zaraz po tym cylinder dodatkowo wybałusza jej oczy czyniąc jej wyraz twarzy jeszcze bardziej szalonym.

## Błędy narracyjne
Między ujęciem, w którym dorysowywany jest cylinder, a ujęciem, w którym rysownik zdejmuje cylinder z obrazka, pojawia się w ustach narysowanej głowy narysowane cygaro, którego wcześniej tam nie było ani nie było przez rysownika na filmie dorysowywane.